# Личотер
Личотер или Лисотер (на гръцки: Λιτσοτέρι, Лицотери, Λίτσιστερ, Лицистер) е бивше село в Егейска Македония, Гърция, разположено на територията на дем Нестрам (Несторио), област Западна Македония.

## География
Селото се намира в областта Нестрамкол в северните поли на Грамос, западно от демовия център Нестрам, на Личотерската река, приток на река Бистрица (Белица), на 500 m от главния път Нестрам - Ново Котелци.

## История
Личотер е старо българско село, разтурено в немирните време през втората половина на XVIII век при управлението на Али паша Янински и възобновено като селище на гърци качауни скотовъдци от Епир.
В края на XIX век Личотер е село в Костурска каза на Османската империя. През Балканската война селото е окупирано от гръцки части и след Междусъюзническата война в 1913 година влиза в Гърция. Селото се разпада в Гражданската война.
От селото е оцеляла единствено църквата „Свети Никита“.
| Година    | 1913 | 1920 | 1928 | 1940 | 1951 | 1961 | 1971 | 1981 | 1991 | 2001 | 2011 | 2021 |
| --------- | ---- | ---- | ---- | ---- | ---- | ---- | ---- | ---- | ---- | ---- | ---- | ---- |
| Население | 89   | 104  | 114  |      |      |      |      |      |      |      |      |      |